# Ли, Пётр (Герой Социалистического Труда, 1951)
Пётр Ли (1 сентября 1925 года, деревня Клерка, Никольск-Уссурийский уезд, Приморская губерния — 6 января 2005 года, Каясула, Нефтекумский район, Ставропольский край) — колхозник, звеньевой колхоза имени Димитрова Нижне-Чирчикского района Ташкентской области, Узбекская ССР. Герой Социалистического Труда (1951).

## Биография
Родился в 1925 году в крестьянской семье в деревне Клерка Никольск-Уссурийского уезда.
В 1937 году вместе с родителями депортирован на спецпоселение в Ташкентскую область Узбекской ССР. Окончил семилетку в колхозе имени Димитрова Нижне-Чирчикского района. С 1950 года — звеньевой полеводческого звена в этом же колхозе.
В 1950 году звено Петра Ли получило в среднем с каждого гектара по 120,5 центнеров зеленцового стебля кенафа на участке площадью 9,9 гектаров. Указом Президиума Верховного Совета СССР от 17 июля 1951 года удостоен звания Героя Социалистического Труда с вручением ордена Ленина и золотой медали «Серп и Молот».
С 1955 года проживал на Дальнем Востоке, где трудился в колхозе «Коминтерн» Комсомольского района Хабаровской области. С 1958 года — рабочий в овощно-молочном совхозе «Комсомольский» Комсомольского района. С 1974 года проживал в Ставропольском крае, где до 1984 года трудился рабочим овощеводческой бригады хозяйства «Каясулинское» Нефтекумского района.
После выхода на пенсию проживал в селе Каясула Нефтекумского района. Персональный пенсионер союзного значения.
Скончался в 2005 году в селе Каясула.
Память
В 2011 году в Нефтекумске на Аллее славы Героев была установлена стела в честь Петра Ли.

## Награды
- Герой Социалистического Труда
- Орден Ленина
- Медаль «За трудовое отличие» (1950)
- Медаль «За доблестный труд в Великой Отечественной войне 1941—1945 гг.»